# Morgan Stanley
A Morgan Stanley egy amerikai multinacionális vállalat, befektetési bank és pénzügyi szolgáltató, melynek székhelye New Yorkban található. A cég több mint 42 országban tart fenn irodát és több mint 60 000 alkalmazottat foglalkoztat. Ügyfelei közé tartoznak vállalatok, kormányok és magánszemélyek. Az Egyesült Államok legnagyobb értékű vállalatait rangsoroló Fortune 500-as listán a Morgan Stanley a 67. helyet foglalta el 2018-ban.
A Morgan Stanleyt eredetileg a J.P. Morgan Chase & Co. bankház társtulajdonosai, Henry Sturgis Morgan (J.P. Morgan unokája), Harold Stanley és mások alapították 1935. szeptember 16-án, miután a Glass-Seagall törvény kimondta a kereskedelmi és befektetési bankok üzleti tevékenységeinek szétválasztását. Első évében a cég 24%-os piaci részesedést szerzett (1,1 milliárd amerikai dollár értékben) a nyilvános és zárt értékpapír-kereskedelemben.
A jelenlegi Morgan Stanley 1997-ben a Dean Witter Discover & Co. és az eredeti Morgan Stanley összeolvadásából jött létre. A Dean Witter elnök-vezérigazgatója Philip J. Purcell lett az új közös cég, a "Morgan Stanley Dean Witter Discover & Co." elnök-vezérigazgatója. A vállalat 2001-ben változtatta vissza a nevét Morgan Stanley-re.
A 2007-2008-as pénzügyi válság következtében a Morgan Stanley elvesztette tőzsdei értékének több mint 80%-át. A Lehman Brothers 2008. szeptember 15-i csődjét követő héten a Morgan Stanley befektetési bankból kereskedelmi bank holdinggá alakult, hogy az Amerikai Központi Jegybanktól (Fed) pénzügyi mentőcsomagot kaphasson. Japán legnagyobb bankcsoportja, a Mitsubishi UFJ Financial Group, szeptember 29-én bejelentette, hogy 9 milliárd dollárért megvásárolja a Morgan Stanley részvényeinek 21 százalékát. A bank részvényárfolyama tovább zuhant és csak az üzlet október 14-i lezárultával normalizálódott. A Bloomberg hírügynökség 2011-es összesítése szerint a Morgan Stanley 107,3 milliárd dolláros pénzügyi mentőcsomagot kapott a Fedtől a 2008-as válság során. Többet, mint bármelyik másik bank.

## Magyarországi iroda
A Morgan Stanley 2006-ban alapította meg magyarországi irodáját. Jelenleg két irodája üzemel, mindkettő a IX. kerületben.
A két budapesti iroda ún. back office, jobbára a matematikai modellezés, a kockázatkezelés feladatát látják el az itt dolgozók.

## Fordítás
Ez a szócikk részben vagy egészben  a   Morgan Stanley című angol Wikipédia-szócikk fordításán alapul.  Az eredeti cikk szerkesztőit annak laptörténete sorolja fel. Ez a jelzés csupán a megfogalmazás eredetét és a szerzői jogokat jelzi, nem szolgál a cikkben szereplő információk forrásmegjelöléseként.